# Neanthes rubicunda
Neanthes rubicunda é uma espécie de anelídeo pertencente à família Nereididae.
A autoridade científica da espécie é Ehlers, tendo sido descrita no ano de 1868.
Trata-se de uma espécie presente no território português, incluindo a sua zona económica exclusiva.